# Duas Vozes
Duas Vozes é o décimo sexto álbum de estúdio do cantor brasileiro Daniel em carreira solo. Foi lançado em 9 de setembro de 2022 pela ONErpm. Este projeto trouxe os hits da carreira do cantor com parcerias inesperadas. Cada música foi cantada por Daniel e um artista convidado, tudo com uma roupagem musical diferente. Além das 10 músicas lançadas, o projeto contou com clipes e também um conteúdo exclusivo chamado Duas Vozes e uma conversa, em que Daniel e os artistas convidados conversam sobre suas histórias.

## Sobre o álbum
A ideia de gravar um projeto com várias parcerias começou antes da pandemia de COVID-19, com a primeira delas sendo a canção "Anjo", versão de "Angel", junto com o cantor e compositor cubano Jon Secada, lançada no EP Daniel em Casa (2021), porém, por conta da pandemia, o projeto teve que ser adiado. Após este período, o cantor fez uma relação de nomes e músicas, selecionando 10 músicas e artistas para este projeto que dá inicio as comemorações dos seus 40 anos de carreira. No final de cada conversa, Daniel conta a história por trás da canção escolhida. "A gente já vinha com essa vontade já há um tempo. E aí junto com a equipe a gente falou, ‘poxa, vamos fazer esse projeto, né’. É um projeto que me dá oportunidade de oxigenar um pouquinho a minha história, de trazer para perto de mim pessoas que eu curto, novos artistas que estão aí se despontando, mas que falam a mesma linguagem, que falam de música, da mesma forma que eu, que falam de amor de uma forma diferente. É um projeto realmente que deu muito certo pra mim, além daquela questão de você atingir um público totalmente diferente do seu. Pessoas que muitas vezes não me ouvem, que não me acompanham e vice-versa. Acontece o oposto também. Tô muito contente com o resultado;" comentou.
- A primeira canção lançada foi "Adoro Amar Você" com Vitor Kley em 9 de setembro de 2022, gravada nos estúdios Trama NaCena em São Paulo.[4][5] Para Daniel, esta canção é um presente que ele ganhou em sua carreira. Em 1998, o cantor estava em estúdio gravando seu primeiro disco solo, e o cantor e compositor Peninha, apresentou a música a ele com parte da letra pronta, faltando apenas o refrão. Daniel se apaixonou pela letra, e por coincidência, o também cantor e compositor Elias Muniz, se disponibilizou a fazer o refrão, finalizando-o em 2 dias. Daniel explicou que esta canção foi uma virada de página em sua vida, pois chegou em um momento de incerteza, logo após a perda de seu parceiro João Paulo, ela o ajudou a se encontrar e ter a certeza de que sua vida era cantar, optando por continuar sua trajetória na música.[2] "É incrível ver canções que foram tão importantes na minha vida, interpretadas pelos artistas da nova geração e perceber que elas fizeram parte da história deles também. Foi emocionante ver o brilho nos olhos do Vitor quando conversamos e entramos pra gravar;" afirmou.[1]

- A segunda canção lançada foi "Romaria" com Seu Jorge em 12 de outubro, gravada ao vivo no Santuário Nacional de Nossa Senhora Aparecida em Aparecida, no interior de São Paulo, apenas ao toque do piano, por Rodrigo Costa.[6][7] Daniel comentou que, se nós temos a possibilidade de expor aquilo que sentimos, nossa fé, essa coisa tão absurda que nos invade, é superimportante para as pessoas, citando, inclusive, duas ocasiões incríveis e marcantes em sua vida, a primeira quando cantou ao lado de Andrea Bocelli, durante uma apresentação no Santuário Nacional em 2015, e a segunda durante a gravação do DVD Show Homenagem a Nossa Senhora Aparecida em 2018, ao lado de suas filhas.[8] "Estar diante de Nossa Senhora, podendo cantar uma das músicas mais significativas da minha vida, foi realmente emocionante. Falei com o Seu Jorge, que juntos cantamos mais que uma música, aquele momento foi uma verdadeira oração;" comentou.[9]

- A terceira canção lançada foi "Tantinho" com sua filha primogênita Lara em 11 de novembro, gravada no estúdio particular de Daniel em sua casa na cidade de Brotas no interior de São Paulo.[10][11] A canção é uma composição de Carlinhos Brown que, originalmente, tinha na letra o nome de duas deusas: Odara e Iara. Daniel, que já estava com vontade de gravar uma música nova, se encantou por ela após escutá-la no The Voice Brasil através de Brown e Claudia Leitte. O cantor então pediu a permissão de Carlinhos para gravá-la, porém trocando o nome das deusas pelo nome de sua filha. A conversa desta vez teve um diferencial, foi Lara que entrevistou Daniel, perguntando sobre sua infância, carreira e a experiência de ser pai.[12] "Ver a Lara cantando desse jeito me mostrou duas coisas: a primeira é que o tempo passa rápido demais e a segunda é ver como ela leva a música a sério. Não sei a quem ela puxou!" brincou.[13]

- A quarta canção lançada foi "Tocando em Frente" com Priscilla Alcantara em 9 de dezembro, gravada no estúdio Dissenso Studios em São Paulo com um arranjo incidental. Daniel soube da gravação 3 dias antes, e junto a ela, decidiram que seria essa música. Priscilla também ressaltou o fato dessa essa música ser atemporal, mesmo com o passar das gerações, sua mensagem sempre acompanha e reverbera.[14][15] "Essa música não poderia ficar de fora do projeto, porque marcou demais a minha carreira. E não só minha carreira musical, mas minha carreira de ator também, porque ela embalou o filme ‘Menino da Porteira’ que tive a honra de interpretar. Acho que depois de um ano tão complicado, ainda na ressaca da pandemia, a coisa que mais precisamos é voltar a sentir o sabor das massas e das maçãs. E entender que a beleza da vida está nessas coisas pequenas;" defendeu.[16]

- A quinta canção lançada foi "Estou Apaixonado" com Iza em 3 de fevereiro de 2023, gravada no estúdio Jacarandá em São Paulo.[17] Em 1996, João Paulo & Daniel estavam preparando o repertório do seu sétimo álbum, nisso, Monoelzinho, produtor da dupla na época, viajou para a América Latina, onde participou de uma convenção e conheceu a canção, então ele a trouxe para ser gravada. Porém ouve um problema, por conta dos compositores estarem em gravadoras diferentes, Donato Poveda, um dos compositores da música, detinha os direitos de apenas metade da música. Manoelzinho então "comprou a briga",  e conseguiu que a versão fosse gravada, composta por Carlos Colla. Pouco tempo depois, a dupla estava no camarim do programa Sabadão, do Gugu Liberato, quando de repente, eles ouviram na novela Explode Coração, "Estoy Enamorado", com Donato & Estéfano. Após isso, surgiu a incerteza de como a sua versão iria performar. As duas versões foram um verdadeiro sucesso, com a versão em português ficando em primeiro lugar naquele ano.[18] "A sintonia com a Iza começou desde meus tempos de The Voice porque vi que, além do talento indiscutível, ela tem uma coisa muito parecida comigo: valorizar a origem e a própria história.[19] O papo gravado com ela também mostra uma coisa que eu já venho sentindo em todos os duetos: a música realmente é algo que vai além do tempo. Por mais que sejamos artistas de idades, estilos e épocas diferentes, quem fala a língua da música está sempre em sintonia;" analizou.[20]

- A sexta canção lançada foi "Desejo de Amar" com Duda Beat em 10 de março, gravada no estúdio Evo Musik, em São Paulo, com um arranjo completamente diferente do original, feito por Bruno Câmara.[21] Esta canção foi um posto de virada para a dupla. Eles vinham construindo uma história, só que em um momento em que era difícil um artista ter um respaldo em se tratando de vendagem de disco. João Paulo & Daniel ainda não conseguia números dentro da gravadora, que era muito importante para uma companhia. Eles vinham de uma canção que se chama "Aos Trancos e Barrancos", que tocou muito nas emissoras de rádios, pois eles batiam de porta em porta nas rádios pedindo para tocá-la, porém o disco não reagiu. Um dia, eles estavam andando por São Paulo, quando ouviram tocar nas rádios a canção "Desejo de Amar", com a cantora Eliana de Lima. Ao ouvirem, pensaram como a música era boa, e como ela veio de forma natural para eles, então questionaram se ela ficaria legal em suas vozes. Após isso, ao chegarem na próxima cidade em que eles iriam fazer show, ensaiaram a canção dentro do quarto de hotel, com a intensão de não perder a história do samba, ao mesmo tempo em que puxava para o sertanejo. Foram para o estúdio, marcaram com o produtor Pinocchio, também responsável pelo novo arranjo da canção, e, por conta de sua situação financeira delicada, pagaram a equipe do estúdio e os músicos com cheque pré datado, apenas para realizar a gravação da canção. Após a gravação, todos ficaram muito felizes com o resultado, então a dupla levou-a para a gravadora e a presentou para a Ediméia e Paulo Rocco, diretores da gravadora na época. Eles adoraram o resultado, porém surgiu a dúvida de como lançá-la, pois a dupla já estava com seu terceiro disco no mercado a mais de um ano. Não havia como gravar outro, arcar com toda a despesa, apenas para lançar aquela música. Após  saírem de lá tristes, Ediméia os liga dizendo que tinha encontrado uma solução, retirar uma faixa do disco para inserir a nova música, colocando nas novas capas o aviso "Incluindo o sucesso 'Desejo de Amar'". Então a canção foi lançada, e a dupla saiu divulgá-la nas rádios, principalmente nas regiões norte e nordeste. Após isso, de repente, eles ouvem-na tocando em buggys passando nas praias e pensaram que essa música seria sucesso, o que realmente aconteceu, como resultado, a dupla pagou sua dívida na gravadora, e o disco quase atingiu 100 mil cópias vendidas.[22] "Essa música é muito importante na minha história com o João Paulo, foi realmente um marco na nossa carreira. E quando comecei a montar o repertório e a escolher os artistas pros duetos, eu queria contar com a participação de uma mulher da nova geração que tivesse uma voz bem marcante, afinal, também queria homenagear a própria Eliana de Lima que foi uma das grandes intérpretes da canção. As histórias de amor que a gente vive e principalmente as que a gente não vive ou que não dão certo, são sempre inspiração pra quem é artista. E acho que essa música é uma prova viva disso;" afirmou.[23] Posteriormente, a canção foi adicionada a trilha sonora da novela Fuzuê, exibida pela TV Globo.[24]

Os lançamentos do projeto sofreram uma pausa para que Daniel pudesse se dedicar a divulgação do DVD 40 Anos - Celebra João Paulo & Daniel.
- A sétima canção lançada foi "Te Amo Cada Vez Mais" com Glovia Groove em 2 de junho, gravada no estúdio Dissenso Studio em São Paulo.[25][26] A canção "To Love You More", da cantora canadense Celine Dion foi um dos maiores sucessos do ano de 1995, em 1997 João Paulo & Daniel gravou a versão em português, "Te Amo Cada Vez Mais", no oitavo, e último, álbum da dupla. Como a música chegou ao mercado quase em paralelo à perda do parceiro, ela é considerada por Daniel como uma das mais emblemáticas do cancioneiro da dupla, por conta de todo o drama vivido à época. Desde então, em todo show em que canta essa canção, o artista acaba se conectando às memórias daquela época. Talvez pela força dramática da letra e da melodia, desde então ele diz encontrar nesta canção um pouco de cura para a dor da despedida. "Analisando o resultado desse projeto eu posso dizer com toda a certeza: eu sou um cara privilegiado. Faço aquilo que amo, que é cantar, e isso me dá o poder de renovar, de atingir pessoas de todas as idades através da música que não tem fronteiras. Obrigado meu Deus por me permitir tudo isso. O Projeto Duas Vozes, concretizado agora, me dá a honra de cantar ao lado de pessoas incríveis e isso é um presente pra mim. Quando uma obra se eterniza como essa interpretada por Celine Dion, João Paulo e Daniel, e agora cantar com a Gloria, é surreal. Quem sabe ainda eu e ela não nos encontremos em cima de um palco para levarmos juntos novamente essa canção que é pura emoção a uma multidão de pessoas?" concluiu.[27]

## Lista de faixas
| N.º | Título                                                          | Compositor(es)                                      | Duração |  |
| 1.  | "Adoro Amar Você" (part. Vitor Kley)                            | Peninha / Elias Muniz                               | 4:33    |  |
| 2.  | "Romaria" (part. Seu Jorge)                                     | Renato Teixeira                                     | 4:42    |  |
| 3.  | "Tantinho" (part. Lara)                                         | Carlinhos Brown / Daniel                            | 3:56    |  |
| 4.  | "Tocando em Frente" (part. Priscilla Alcantara)                 | Almir Sater / Renato Teixeira                       | 4:16    |  |
| 5.  | "Estou Apaixonado (Estoy Enamorado)" (part. Iza)                | Estéfano / Donato Poveda (Versão: Carlos Colla)     | 4:25    |  |
| 6.  | "Desejo de Amar" (part. Duda Beat)                              | Gabú / Marinheiro                                   | 2:38    |  |
| 7.  | "Te Amo Cada Vez Mais (To Love You More)" (part. Gloria Groove) | David Foster / Junior Miles (Versão: Roberto Merli) | 5:47    |  |